# نارکو سانتوس (آریزونا)
نارکو سانتوس (به انگلیسی: Narcho Santos) یک منطقهٔ مسکونی در ایالات متحده آمریکا است که در آریزونا واقع شده‌است. نارکو سانتوس ۸۴۷ متر بالاتر از سطح دریا واقع شده‌است.